# Crocidura wimmeri
Crocidura wimmeri là một loài động vật có vú trong họ Chuột chù, bộ Soricomorpha. Loài này được Heim de Balsac & Aellen mô tả năm 1958.